# پیتنی
پیتنی (به انگلیسی: Pitney) یک روستا و محله مدنی در بریتانیا است که در سامرست جنوبی واقع شده‌است. پیتنی ۳۷۴ نفر جمعیت دارد.